# سوزان روگرز
 سوزان روگرز (انگلیسی: Suzanne Rogers؛ زادهٔ ۹ ژوئیهٔ ۱۹۴۳) یک هنرپیشه اهل ایالات متحده آمریکا است. وی از سال ۱۹۷۳ میلادی تاکنون مشغول فعالیت بوده‌است.